# Crux boudica
Crux boudica es un ortóptero endémico del sur de Aotearoa Nueva Zelanda que pertenece a la familia Rhaphidophoridae y a la subfamilia Macropathinae. Fue descrito formalmente en 2024 por el entomólogo Steven A. Trewick, quien señaló que el pequeño tamaño de este artrópodo fue una de las razones por las que había pasado desapercibido hasta entonces.
El hecho de que esta especie sea originaria del sur de Nueva Zelanda inspiró al entomólogo a nombrar Crux al género, en honor a la constelación del cielo austral: la Cruz del Sur (Crux). El epíteto boudica rinde homenaje a la legendaria reina celta Boudica, destacando el llamativo "armamento" abdominal de la hembra, que recuerda a una figura guerrera.
Se trata de un ráfidóforo pequeño, de aproximadamente 18 mm de envergadura, con una coloración marrón oscura y parches crema en el pronoto, mesonoto y metanoto. Su alimentación es variada, pero suele desempeñar un papel importante como reciclador de materia orgánica, consumiendo hojas en descomposición, madera u otros tipos de material orgánico en descomposición, así como excrementos de aves marinas o murciélagos.

## Posición filogenética
Crux boudica está incluida en un grupo comúnmente conocido como "grillos camello" o Cave wētā, un término neozelandés, mezcla del inglés "Cave" y el nombre indígena maorí "wētā" en Aotearoa Nueva Zelanda, perteneciente a la familia Rhaphidophoridae. Forma parte del género Crux, que actualmente incluye dos especies reconocidas: C. boudica y C. heggi.
Más específicamente, ambas especies se agrupan dentro de la subfamilia Macropathinae, ampliamente distribuida en ambientes forestales y alpinos del país. Esta subfamilia se caracteriza por su adaptabilidad a hábitats oscuros y húmedos, como cuevas, hojarasca densa y troncos en descomposición.
El género Crux fue delimitado a partir de un enfoque integrador basado en análisis morfológicos y genéticos. La validez de este género se corroboró mediante el estudio de secuencias completas de ADN mitocondrial  y varios genes nucleares. Los resultados de estos análisis filogenéticos revelaron que Crux constituye un linaje evolutivo profundo y bien diferenciado, claramente separado de otros géneros conocidos dentro de Macropathinae. Esta evidencia genética y morfológica sustenta su reconocimiento como un género independiente dentro de la diversidad de ortópteros endémicos de Nueva Zelanda.

## Distribución y hábitat
Esta especie es endémica del sur de Aotearoa, Nueva Zelanda. Hasta la fecha, Crux boudica ha sido registrada exclusivamente en tres regiones principales de la Isla Sur y en la isla Stewart (Rakiura): la isla Ulva, áreas del interior de Rakiura y la cordillera de Skippers Range, en Fiordland.
Todas estas zonas comparten características ecológicas similares: bosques templados húmedos dominados por podocarpos y hayas del sur (Nothofagus), con un sotobosque denso compuesto por musgos, helechos y abundante materia vegetal en descomposición. Estos hábitats se encuentran a altitudes que van desde el nivel del mar hasta aproximadamente los 800 metros.
El clima predominante en estas regiones es templado oceánico y húmedo, con temperaturas frescas durante todo el año, alta nubosidad y precipitaciones frecuentes. Estas condiciones favorecen el desarrollo de una vegetación frondosa y un entorno sombrío y húmedo, ideal para especies que evitan la exposición directa a la luz solar. La presencia constante de humedad y de troncos caídos o en descomposición ofrece tanto refugio como alimento, creando un microhábitat propicio para la supervivencia de C. boudica.
En cuanto a su ecología poblacional, se trata de una especie de hábitos discretos, que no forma grandes agregaciones. Los individuos suelen encontrarse de forma aislada o en parejas, lo que sugiere un comportamiento solitario o semi-solitario. Esta pauta es coherente con lo observado en otros miembros de la familia Rhaphidophoridae, los cuales suelen presentar una distribución dispersa y densidades poblacionales relativamente bajas, asociadas a su estilo de vida críptico y a su dependencia de hábitats específicos.

## Descripción morfológica
Se trata de un insecto de tamaño mediano, de cuerpo robusto y coloración marrón medio a oscuro. Presenta manchas crema en las placas dorsales del tórax (pronoto, mesonoto y metanoto), y en algunos individuos puede observarse una sutil marca en forma de “V” en los térgitos abdominales. La especie carece de alas.
La hembra adulta alcanza una longitud total de aproximadamente 25,9 mm (desde la cabeza hasta el extremo del ovipositor), mientras que el macho mide alrededor de 18,4 mm. Las antenas son largas, llegando a medir entre 3 y 3,5 veces la longitud corporal.

### Patas
Las patas son cortas y fuertes en comparación con otros ráfidoforos. La superficie dorsal es lisa y glabra, mientras que la superficie inferior está cubierta por una densa pilosidad de color dorado que probablemente desempeña una función sensorial (posiblemente quimiorreceptora) o sexual (estimulación durante la cópula).
Los fémures anteriores carecen de espinas apicales. Los fémures medios poseen una espina apical retrolateral articulada. Los fémures posteriores, que son de longitud similar al cuerpo, son cortos y robustos, y presentan espinas fijas y gruesas tanto en la carina inferior retrolateral como en la prolateral.
Las tibias anteriores y medias poseen cuatro espinas apicales articuladas (dos superiores y dos inferiores, distribuidas prolateral y retrolateralmente), además de tres espinas lineales inferiores. Las tibias posteriores, también tan largas como el cuerpo, están armadas con dos filas de espinas fijas, oscuras y prominentes (aproximadamente 7–8 por fila), y muestran una combinación específica de espinas apicales articuladas (superiores, laterales e inferiores) que ayuda a distinguir a la especie.
Los tarsos posteriores presentan un primer y cuarto segmento más largos que el segundo y el tercero, y los dos primeros segmentos están armados con un par de espinas fijas dirigidas hacia atrás en su superficie superior distal.

### Hembra:
El ovipositor es largo, recto, con una leve curvatura ascendente hacia el extremo. Su coloración va de crema pálido en la base a ámbar intenso en la mitad posterior. Las válvulas son lisas, aunque las ventrales muestran ondulaciones cerca de la punta.
Una característica destacada de la hembra es su placa subgenital bifurcada, de color anaranjado-parduzco, que emerge desde una amplia hendidura en el sexto esternito abdominal. Esta estructura está cubierta por numerosas sedas pálidas orientadas hacia afuera, lo que le da un aspecto espinoso o “cactus-like”. El sexto esternito también presenta varias proyecciones espinosas, algunas de color claro, y otras más largas y oscuras, dispuestas a ambos lados de la línea media.

### Macho:
El aparato reproductor del macho incluye estilos finos, cilíndricos y curvados hacia abajo, con ápices pálidos y cubiertos de pilosidad. Los cerci son robustos, con una banda oscura antes de la punta crema, y presentan abundantes pelos dorados. Los parapróctos son dos lóbulos en forma de copa que se proyectan más allá del margen del subgenital, formando una estructura terminal ornamentada, con abundantes setas anaranjadas en su extremo. El noveno térgito cuenta con un lóbulo central deprimido y piloso, que termina en dos dientes puntiagudos dirigidos hacia abajo.

## Fenologia
Los ejemplares de Crux boudica fueron recolectados durante los meses de verano y otoño del hemisferio sur (entre enero y abril). Este patrón sugiere que la especie presenta una actividad estacional vinculada a climas templados y húmedos, propios de las regiones forestales del sur de Aotearoa Nueva Zelanda donde habita.
Al igual que la mayoría de los miembros de la familia Rhaphidophoridae, se presume que C. boudica es una especie de hábitos nocturnos, lo que le permite evitar la desecación y la exposición a depredadores durante el día, aprovechando la humedad ambiental y la cobertura del sotobosque durante la noche.
Considerando su morfología robusta, su distribución geográfica restringida a ambientes boscosos subantárticos, y las condiciones ambientales relativamente estables de estos ecosistemas, es probable que esta especie tenga un desarrollo lento. Esto podría indicar un ciclo de vida univoltino o, en algunos casos, bivoltino, es decir, con una o dos generaciones por año, como se ha documentado en otros ortópteros cavernícolas adaptados a hábitats similares. Esta estrategia reproductiva permitiría a C. boudica maximizar su éxito reproductivo en entornos de baja temperatura, alta humedad y limitada disponibilidad de recursos estacionales.

## Comportamiento
Su alimentación parece ser principalmente detritívora y oportunista. Esto significa que se alimenta de una amplia variedad de materiales orgánicos presentes en su entorno, incluyendo hojas en descomposición, madera en estado de pudrición, hongos, musgos y, posiblemente, excrementos de aves marinas o mamíferos, como los murciélagos.
Este tipo de dieta le permite aprovechar los recursos disponibles en ambientes forestales húmedos y sombreados, donde la acumulación de materia orgánica es abundante. Como consecuencia, Crux boudica cumple un rol ecológico clave en los procesos de descomposición y reciclaje de nutrientes, contribuyendo activamente al mantenimiento del equilibrio del ecosistema en el que habita.